# Modernautställningen
Modernautställningen skapades av Moderna museet år 2006 för att ge samtida svenska konstnärer möjlighet att visa sina verk under verkligt professionella omständigheter och vill ge en översikt av var den svenska samtida konsten befinner sig just nu. Det är en återkommande utställningen som hålls var fjärde år och är den största utställningen som museet anordnar. Hittills har det arrangerats tre utställningar, 2006, 2010 samt 2014.

## Modernautställningen 2006
Utställningen, bestod av 49 konstnärer och undersökte enligt egen utsaga förhållandet till verklighetsbegreppet, "sampling" och konstens utvidgning i det gemensamma rummet. Kuratorer var John Peter Nilsson, Pia Kristoffersson och Magdalena Malm.

### Medverkande konstnärer
Några av de deltagande konstnärerna var: Christian Andersson, Henrik Andersson, Karin Mamma Andersson, Torsten Andersson, Johanna Billing, Miriam Bäckström, Magnus Bärtås, Ann Böttcher, Camilla Carlsson, Loulou Cherinet, Jonas Dahlberg, Jacob Dahlgren, Nathalie Djurberg, Cecilia Edefalk, Per Enoksson, Andreas Eriksson, Annika Eriksson, Elis Eriksson, Juan Pedro Fabra, Felix Gmelin, Per Hasselberg, Annika von Hausswolff, Mats Hjelm, Saskia Holmkvist, Jan Håfström, Lisa Jeannin, Matti Kallioinen, Gunilla Klingberg, Oskar Korsár, Annika Larsson, Marianne Lindberg De Geer, Jenny Magnusson, Dorinel Marc, Monika Marklinger, Tova Mozard, Sirous Namazi, Jonas Nobel, Ylva Ogland, Ola Pehrson, Ride 1 (Ronny Hansson, Jonas Kjellgren, Stig Sjölund), Fia-Stina Sandlund, Linda Tedsdotter, Magnus Thierfelder, Johan Thurfjell, Magnus Wallin, Anna Wessman, Ola Åstrand.

## Modernautställningen 2010
Utställningen, som bestod av 54 konstnärer, diskuterade enligt egen uppgift frågor om svensk samtidskonst och globalisering. Moderna museet menar att det idag är många internationella konstnärer verksamma i Sverige i lika hög grad som svenska konstnärer är verksamma internationellt, vilket gör det svårt att tala om vad som faller in under svensk samtidskonst. Kuratorer var Fredrik Liew, Gertrud Sandqvist och Lisa Rosendahl.

### Medverkande konstnärer
Några av de deltagande konstnärerna var: Goldin+Senneby, Alexander Gutke, Sara Jordenö, Matts Leiderstam, Eva Löfdahl, Ann-Sofi Sidén, Fia Backström, Petra Bauer, Book & Hedén, Matthew Buckingham, Magnus Bärtås, Nina Canell, Jonas Dahlberg, Kajsa Dahlberg, Nathalie Djurberg med musik av Hans Berg, Cecilia Edefalk, Ann Edholm, Leif Elggren, Andreas Eriksson, Karolina Erlingsson, Luca Frei, Jens Fänge, Föreningen JA!, Andreas Gedin, Per Hasselberg, Leif Holmstrand, Karl Holmqvist, Sofia Hultén, Olav Christopher Jenssen, Annica Karlsson Rixon/Anna Viola Hallberg, Viktor Kopp, Runo Lagomarsino, Karl Larsson, Marysia Lewandowska, Axel Lieber, Maria Lusitano Santos, Truls Melin, Per Mårtensson, The New Beauty Council, Viktor Rosdahl, Lina Selander, Esther Shalev-Gerz, Jakob Simonson, Apolonija Šušteršič, Astrid Svangren, Johan Tirén, Olav Westphalen, Christine Ödlund.

## Modernautställningen 2014
Utställningen 2014–2015 hölls på Moderna museet Malmö med titeln Society Acts, vilket anspelade på "acts" som i aktioner och på verbet agera. Den presenterade 38 samtida konstnärer och konstnärsgrupper från Sverige, Danmark, Finland, Estland, Lettland, Litauen och Polen. Kuratorer var Andreas Nilsson och Maija Rudovska. 

### Medverkande konstnärer
De deltagande konstnärerna var: AaBbPp, Patrik Aarnivaara, Emanuel Almborg, Cezary Bodzianowski, Maja Borg, Eglė Budvytytė & Bart Groenendaal, Zenta Dzividzinska, Ugnius Gelguda & Neringa Černiauskaitė, Johanna Gustafsson Fürst, Joachim Hamou, Maj Hasager, Łukasz Jastrubczak, Laura Kaminskaitė, Tadeusz Kantor, Essi Kausalainen, Agnieszka Kurant, Anna Lundh, Henning Lundkvist, Maija Luutonen, Björn Lövin, J.O. Mallander, Jonas Mekas, Miks Mitrēvics & Kristīne Kursiša, Kristina Norman, Michala Paludan, Lea Porsager, Emily Roysdon, Imri Sandström, Algirdas Šeškus, Janek Simon, Ola Ståhl & Terje Östling, Mika Taanila, Anna-Stina Treumund & Marju Mutsu, Ola Vasiljeva, Visible Solutions LLC, Tris Vonna-Michell, Mette Winckelmann.